# Comuna Teremia Mare, Timiș
Teremia Mare este o comună în județul Timiș, Banat, România, formată din satele Nerău, Teremia Mare (reședința) și Teremia Mică.

## Localizare
Teremia Mare se situează în vestul județului Timiș, în apropiere de extremitatea vestică a țării, la granița cu Serbia. Este străbătută de drumul național DN59C, de care se leagă de orașele Sânnicolau Mare (17 km la nord) și Jimbolia (24 km la est). Este accesibilă și pe calea ferată, având stație proprie la linia Timișoara - Nerău. Este centrul comunei cu același nume și se învecinează la nord-vest cu Teremia Mică (aprox. 3 km), la nord cu Nerău (4 km), la est cu Comloșu Mare (11 km) iar la sud comuna este delimitată de frontiera cu Serbia, fără punct vamal.

## Istoric
Localitatea este atestată documentar la 1257 sub numele de Villa Therimthelwk. Între 1769 și 1770, aici a fost colonizați șvabi. În 1770 sunt construite biserica catolică și școala, iar în 1865, a fost înființată societatea de muzică și cânt.

## Economie

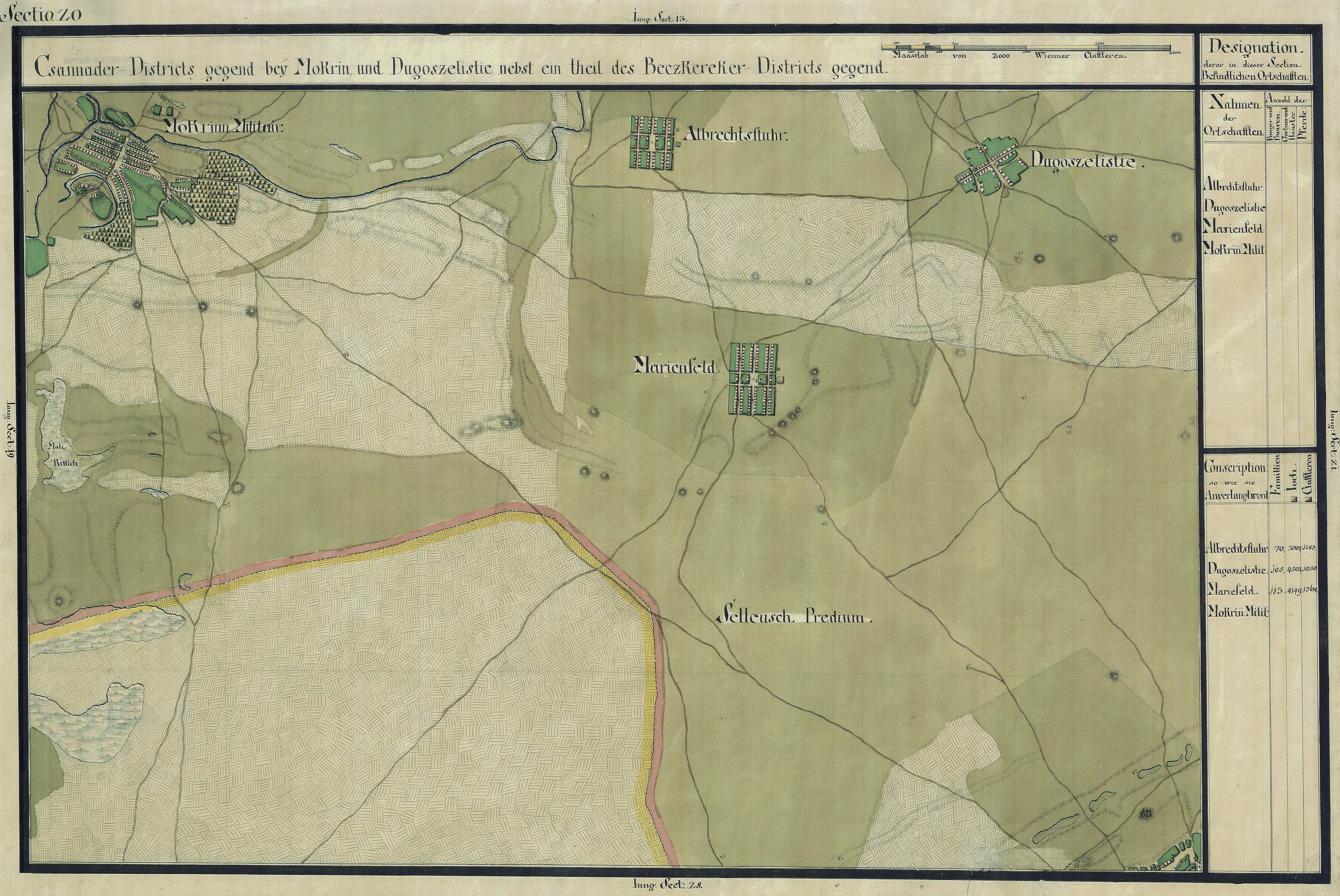
Teremia Mare în Harta Iosefină a Banatului, 1769-72

Teremia Mare este un centru viticol și de vinificație din regiunea viticolă a Banatului. Pe lângă vin se mai produce și faimosul coniac de Teremia. Există mai multe izvoare de ape geotermale (81 °C) folosite pentru fizioterapie, încălzirea caselor sau serelor.

## Politică
Comuna Teremia Mare este administrată de un primar și un consiliu local compus din 13 consilieri. Primarul, Cornel-Vasile Gui[*], de la Partidul Național Liberal, este în funcție din 2016. Începând cu alegerile locale din 2024, consiliul local are următoarea componență pe partide politice:
|  | Partid                          | Consilieri | Componența Consiliului | Componența Consiliului | Componența Consiliului | Componența Consiliului | Componența Consiliului | Componența Consiliului | Componența Consiliului | Componența Consiliului |
|  | ------------------------------- | ---------- | ---------------------- | ---------------------- | ---------------------- | ---------------------- | ---------------------- | ---------------------- | ---------------------- | ---------------------- |
|  | Partidul Național Liberal       | 8          |                        |                        |                        |                        |                        |                        |                        |                        |
|  | Partidul Social Democrat        | 3          |                        |                        |                        |                        |                        |                        |                        |                        |
|  | Alianța pentru Unirea Românilor | 1          |                        |                        |                        |                        |                        |                        |                        |                        |
|  | Ciocoiu Nicolai-Cătălin         | 1          |                        |                        |                        |                        |                        |                        |                        |                        |

Primarul comunei este Gui Cornel de la PSD. Consiliul Local este constituit din 13 consilieri, împărțiți astfel:
|  | Partid                                      | Consilieri | Componența Consiliului | Componența Consiliului | Componența Consiliului | Componența Consiliului | Componența Consiliului |
|  | ------------------------------------------- | ---------- | ---------------------- | ---------------------- | ---------------------- | ---------------------- | ---------------------- |
|  | Partidul Social Democrat                    | 5          |                        |                        |                        |                        |                        |
|  | Partidul Noua Generație - Creștin Democrat  | 3          |                        |                        |                        |                        |                        |
|  | Partidul Ecologist Român                    | 2          |                        |                        |                        |                        |                        |
|  | Alianța Dreptate și Adevăr (1 PNL)          | 1          |                        |                        |                        |                        |                        |
|  | Partidul Național Țărănesc Creștin Democrat | 1          |                        |                        |                        |                        |                        |
|  | Partidul Conservator (PUR)                  | 1          |                        |                        |                        |                        |                        |

## Obiective turistice
- Muzeul vinului
- Muzeul Nichita Stănescu
- Muzeul de pictură
- Monumentul „Sfânta Treime” din Teremia Mare (TM-III-m-A-06325)

## Demografie
Componența etnică a comunei Teremia Mare
     Români (85,32%)
     Maghiari (3,14%)
     Romi (1,25%)
     Alte etnii (0,67%)
     Necunoscută (9,63%)
Componența confesională a comunei Teremia Mare
     Ortodocși (72,3%)
     Penticostali (8,44%)
     Romano-catolici (5,36%)
     Baptiști (1,08%)
     Alte religii (2,66%)
     Necunoscută (10,16%)
Conform recensământului efectuat în 2021, populația comunei Teremia Mare se ridică la 3.603 locuitori, în scădere față de recensământul anterior din 2011, când fuseseră înregistrați 4.019 locuitori. Majoritatea locuitorilor sunt români (85,32%), cu minorități de maghiari (3,14%) și romi (1,25%), iar pentru 9,63% nu se cunoaște apartenența etnică. Din punct de vedere confesional, majoritatea locuitorilor sunt ortodocși (72,3%), cu minorități de penticostali (8,44%), romano-catolici (5,36%) și baptiști (1,08%), iar pentru 10,16% nu se cunoaște apartenența confesională.

## Imagini

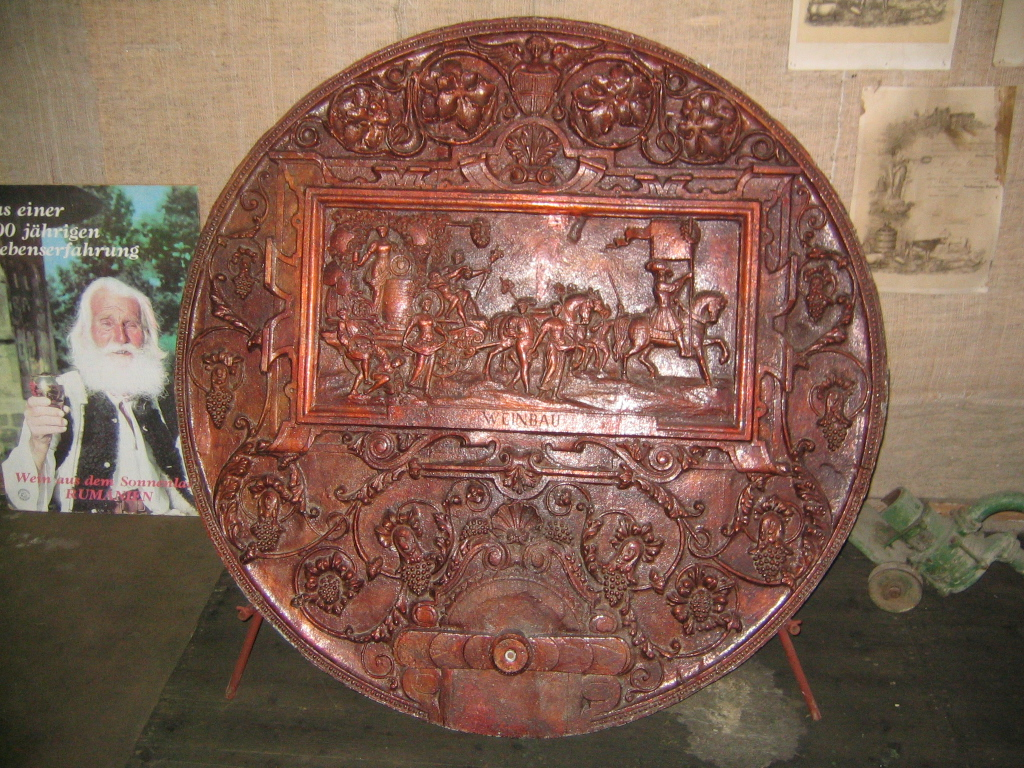
Capac de butoi tipic şvăbesc, ornat cu motive viticole, expus la Muzeul Vinului
Butoaie cu vin în pivniţele „Marienfeld”
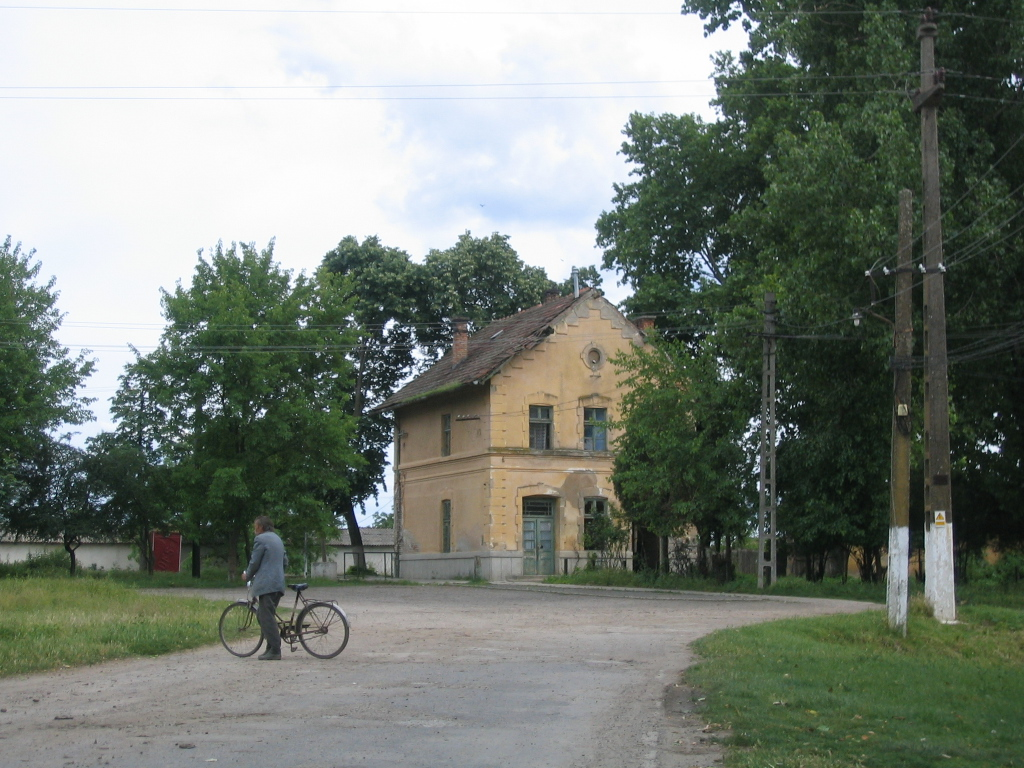
Gara Teremia
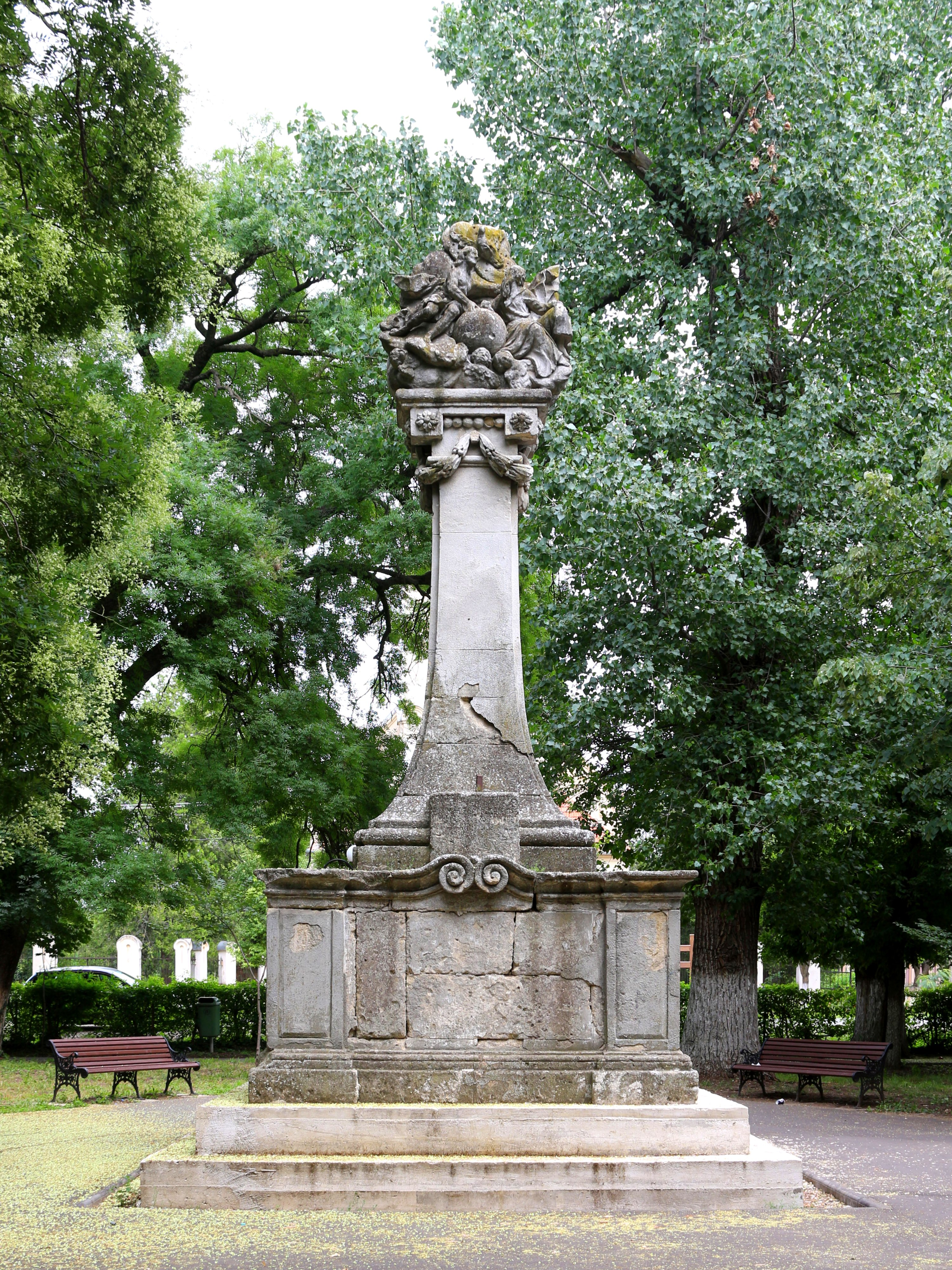
Monumentul „Sfânta Treime“